# Hassan Al-Jundi
Mohammed Hassan Al-Jundi (en arábigo: محمد حسن الجندي) (1 de enero de 1938 – 25 de febrero de 2017) fue un artista dramático marroquí, uno de los personajes más icónicos de la cultura marroquí del siglo XX. Fue pionero en el teatro del país, además de ser director de cine, actor y dramaturgo.

## Carrera
Fue un prolífico escritor para radio y televisión e, incluso, dirigió algunos de los programas de televisión y radio más memorables del Marruecos desde la década de los 50 hasta 2017. Fue el pionero del teatro musical en el Norte de África y estrenó sus obras en el mundo entero.
Algunas de sus actuaciones más memorables incluyen Abu Jahl, Amr ibn Hisham en la versión árabe de la película El Mensaje, Rustam en la película Qadisiyah, Utbah ibn Rabiah en el drama histórico de 2012 Umar ibn al-Jattab, Hamadi en la película de 2011 Taalab Assilah y Moha en la serie corta Ghadba. El 18 de febrero, una semana antes de su muerte, asistió al lanzamiento y firma de su novela autobiográfica "Weld Laksour" en la Feria Internacional del Libro de Casablanca. Fue su último proyecto.